# Merton (làng), Wisconsin
Merton là một làng thuộc quận Waukesha, tiểu bang Wisconsin, Hoa Kỳ. Năm 2006, dân số của làng này là 1926 người.